# İsmail Kartal
İsmail Kartal (Istambul, 15 de junho de 1961) é um treinador e ex-futebolista turco que atuava como lateral-direito. Atualmente comanda o Fenerbahçe.

## Carreira

### Como jogador
Quando jogador, atuou a maior parte de sua carreira pelo Fenerbahçe.

### Como treinador
Iniciou sua carreira de treinador no ano de 2000 no Karabükspor. No ano de 2014 ganhou a Supercopa da Turquia ao levar o Fenerbahçe.

## Títulos

### Como jogador
Fenerbahçe
- Süper Lig: 1984–85 e 1988–89
- Supercopa da Turquia: 1984, 1985 e 1990

### Como treinador
Sivasspor
- TFF 1. Lig: 2004–05

Fenerbahçe
- Supercopa da Turquia: 2014